# 's-Hertogenbosch
's-Hertogenbosch («bosc del duc», traduït en francès com a Bois-le-Duc) o Den Bosch («el bosc») és una ciutat i un municipi dels Països Baixos, capital de la província del Brabant del Nord, situada a uns 80 quilòmetres al sud d'Amsterdam. El municipi té 91,26 km², dels que 	84,45 km² corresponen a terra ferma. El gener del 2009 tenia 138.500 habitants (1640 h/km²). Limita al nord amb Maasdriel i Lith, a l'oest amb Heusden, a l'est amb Maasdonk i al sud amb Vught i Sint-Michielsgestel.

## Centres de població
Bokhoven, Crevecoeur, Deuteren (antic poble), Dieskant, Empel, Engelen, Gewande,
's-Hertogenbosch, Hintham, Kruisstraat, Maliskamp, Meerwijk, Orthen (antic poble), Oud-Empel i Rosmalen.

## Història
La ciutat deu el nom (originàriament "des hertogen bosch" - "el bosc del duc") a Enric I, Duc de Brabant, que amb 26 anys li concedí el títol de ciutat l'any 1185 amb l'afany de protegir-se de Gelderland i del comtat d'Holanda. Des dels seus inicis la ciutat es va concebre com a ciutat-fortalesa. L'any 1203 va ser destruïda pels atacs de Gelderland i d'Holanda, però posteriorment va ser reconstruïda. De les parets de pedra originals encara en queden algunes mostres dempeus. Cap al 1475 es va aixecar una nova muralla per a protegir les noves zones habitades, fruit del creixement de la ciutat. Es van construir canals d'aigua, que servien de fossat, a partir del desviament dels rius Dommel i Aa.

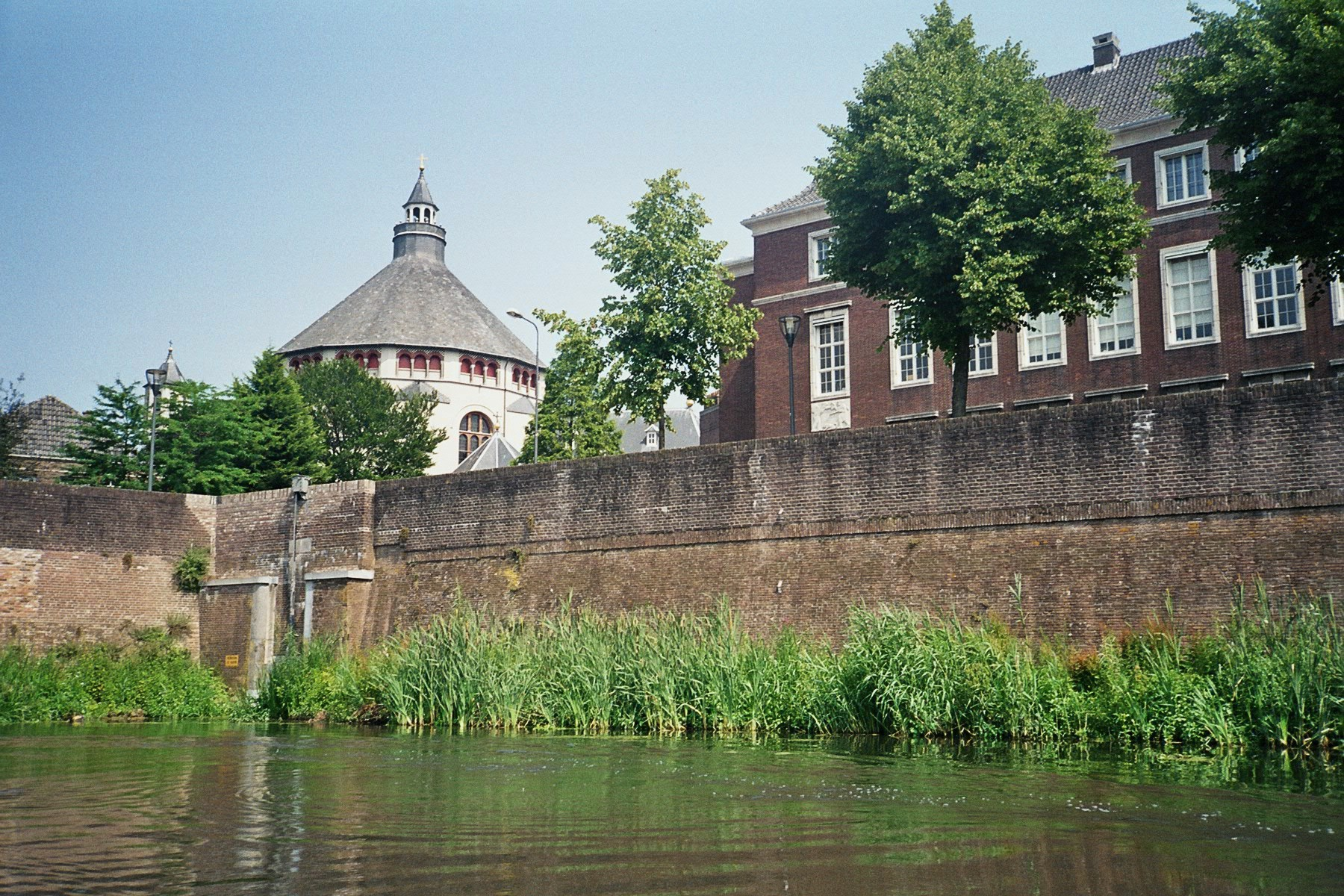
Muralla de la ciutat

Fins al 1520 va ser una ciutat pròspera: era la segona ciutat més gran del centre del territori dels actuals Països Baixos, darrere Utrecht. Va ser també on va néixer i viure un dels pintors renaixentistes del nord d'Europa més importants, Hieronymus van Aken, conegut com a Hieronymus Bosch (1450-1516). La ciutat va ser també un centre de música, amb diversos compositors, com Jheronimus Clibano, directors musicals com Matthaeus Pipelare i compositors i copistes d'anomenada com Pierre Alamire.
Les guerres de la Reforma Protestant van canviar el rumb de la ciutat. Va esdevenir un bisbat independent. Durant la Guerra dels vuitanta anys la ciutat va prendre part per la Dinastia dels Habsburg. Es va frustrar un cop dels calvinistes. Va ser assetjada diverses vegades pel Príncep Maurici d'Orange, Stadhouder d'Holanda, que volia posar 's-Hertogenbosch del bàndol de les Províncies Unides rebels. Més tard les fortificacions es van expandir considerablement. Com que els pantans dels voltats feien impossible un setge convencional, es va considerar que la fortalesa era inexpugnable pel que va rebre el nom del Drac del Pantà.
La ciutat va ser finalment conquerida per Frederic Enric d'Orange-Nassau el 1629 amb un mètode típicament holandès: va desviar els rius Dommel i Aa, va crear un pòlder en construir un dic de quaranta quilòmetres i aleshores va buidar l'aigua amb la força dels molins. Després d'un setge de tres mesos, la ciutat es va haver de rendir. Això va aïllar la ciutat de la resta del ducat. L'àrea va rebre per part de la República el tractament de zona ocupada sense llibertats polítiques. Les fortificacions es van tornar a expandir. El 1672, el rampjaar neerlandès, es va aixecar contra l'exèrcit de Lluís XIV de França. L'any 1794, les tropes revolucionàries franceses sota el comandament de Charles Pichegru van prendre la ciutat en una lluita molt dura. A la República Batava tant els Catòlics com els Brabants van obtenir finalment els mateixos drets.
Des del 1806 la ciutat va ser annexat per França. Va ser capturada pels prussians el 1814. L'any següent, quan es va establir el Regne Unit dels Països Baixos, va esdevenir la capital de la província de Brabant del Nord. Es van crear noves fortaleses modernes als voltants de la ciutat. Fins al 1878 era prohibit construir fora de les muralles. Això va portar a la superpoblació i a la mortalitat infantil més elevada del regne. El govern de la ciutat va impedir el creixement industrial —no volien un creixement en el nombre de treballadors, ni l'establiment d'institucions educatives— tampoc volien desordres d'estudiants. Així la ciutat va perdre importància. A la Segona Guerra Mundial va ser alliberada entre el 24 i el 27 d'octubre de 1944 per la Divisió 53 (Gal·lesa). Després de la guerra, es van fer plans per a modernitzar la part vella de la ciutat, omplint els canals i reconstruint barris històrics. Abans que es poguessin portar a terme aquests plans, el govern central va declarar la ciutat d'interès. D'aquesta manera s'han preservat molts elements històrics.

## Llocs d'interès

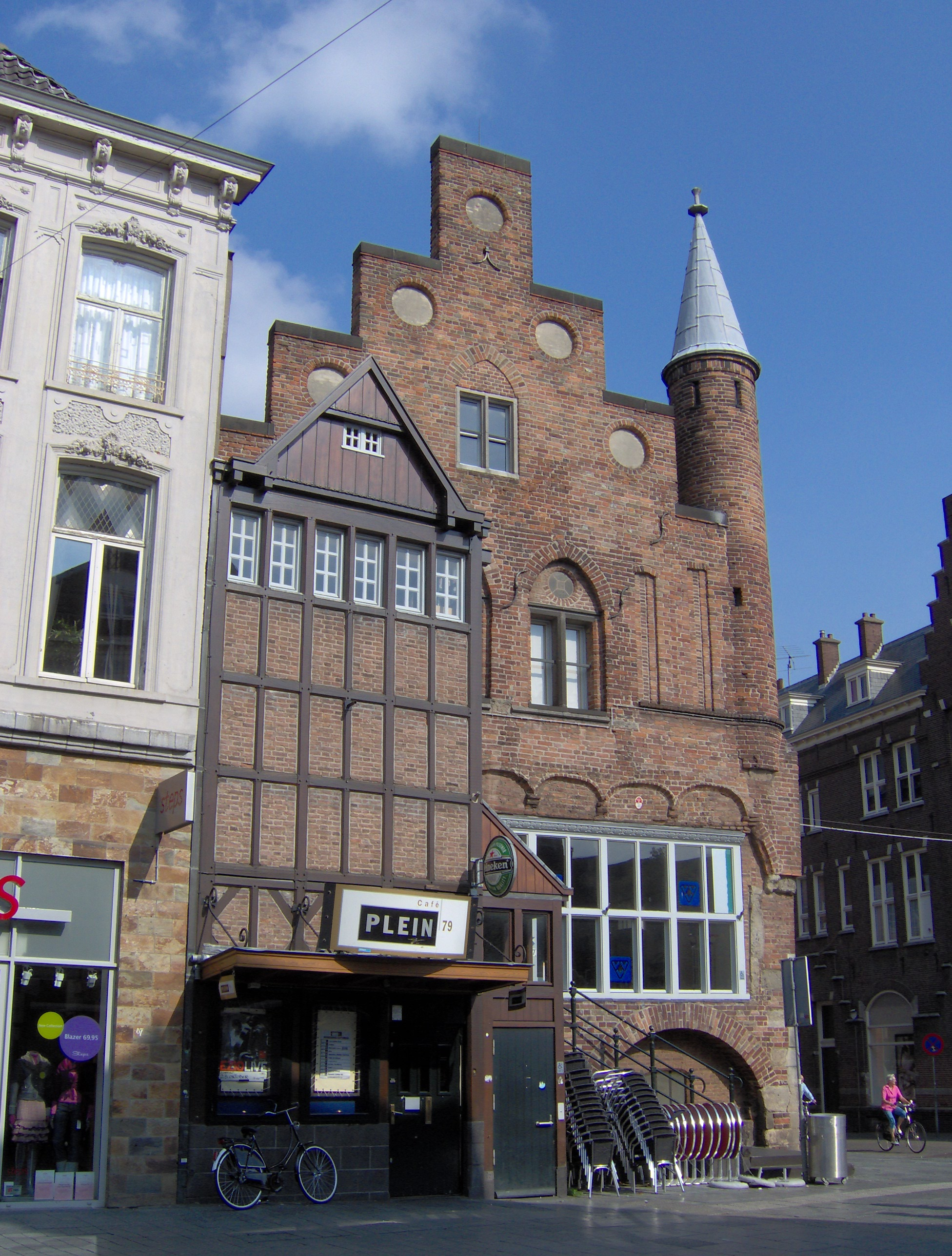
de Moriaan.

's-Hertogenbosch va ser fundada com a ciutat-fortificada i aquest patrimoni encara es pot veure avui. A causa del fet que les muralles tenen la feina crucial de mantenir fora l'aigua, no han estat alleugerides de manera exagerada, tal com s'ha fet en altres llocs dels Països Baixos. En contrast amb ciutats com Rotterdam, 's-Hertogenbosch va quedar relativament il·lesa durant la Segona Guerra Mundial. La major part del seu patrimoni històric resta intacte, i avui el que es fa són tasques de restauració i preservació dels antics edificis, fortificacions, esglésies i estàtues per a les generacions futures. El 2004 la ciutat va ser guardonada amb el títol de Ciutat-fortalesa europea de l'any. S'ha previst restaurar les defenses antigues tal com eren en la seva època. 's-Hertogenbosch també té la casa feta amb totxo més antiga dels Països Baixos, 'de Moriaan', que va ser construïda a principis del segle xiii. Al nord de la part vella de la ciutat, encara hi ha el polvorí hexagonal, el Kruithuis, un dels dos que queden al país. L'ajuntament és un edifici del segle xvii, construït seguint el típic estil clàssic holandès. Al voltant de la ciutat també es poden veure altres fortaleses.

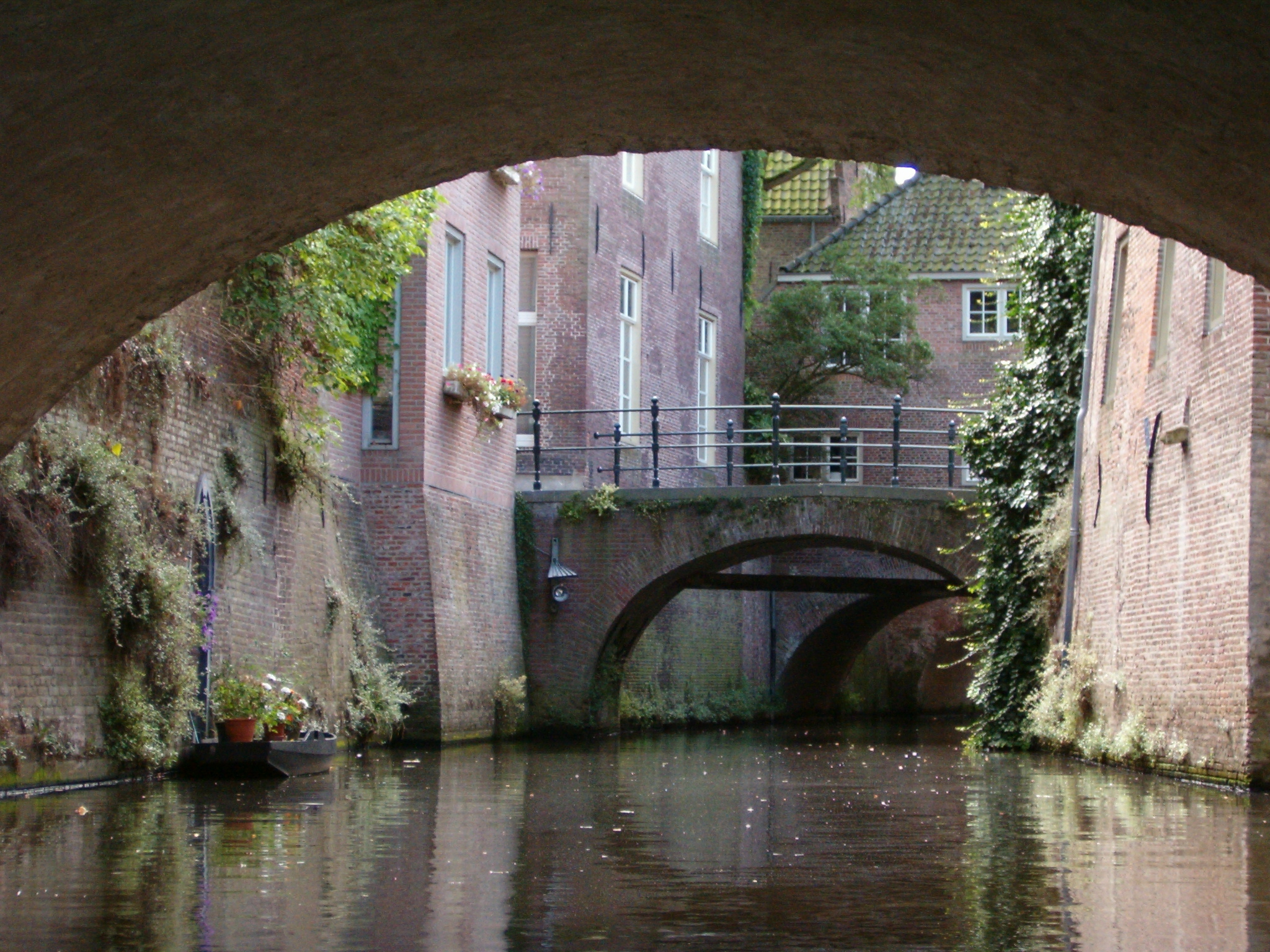
Binnendieze.

La part antiga de 's-Hertogenbosch encara es manté completament envoltada de muralles. A la banda sud, aquest mur envolta un antic polder, que s'ha mantingut intacte com a reserva natural, que s'eixampla de camí a Vught. Actualment s'estan renovant aquests murs. Amagat sota la ciutat antiga hi ha una xarxa de canals anomenada Binnendieze que transcorre per 22 quilòmetres. Va començar com un riu normal, el Dommel, passant per sota la ciutat durant l'època medieval però per falta d'espai a la ciutat, la gent va començar a construir les seves cases i carrers sobre el riu. En èpoques posteriors va funcionar com a claveguera i es va anar degradant. En dècades recents, s'ha renovat part de l'antic sistema de canals, i actualment és possible fer-hi rutes guiades subterrànies amb embarcació.

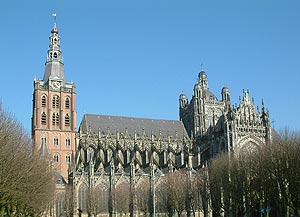
Catedral de Sant Joan.

A 's-Hertogenbosch també hi ha la Catedral de Sant Joan (en neerlandès Sint Jans kathedraal) de la qual es diu que és una de les catedrals més boniques dels Països Baixos. La catedral data de circa 1220 i és més coneguda pels seus dissenys de gòtic brabantià i les moltes escultures dels artesans que hi ha a cada arc i vora de l'exterior de la catedral. Darrerament ha estat objecte de renovació per a refer el deteriorament produït durant molts anys per la pluja àcida.

## Política
El consistori és format per 39 regidors, repartits entre els partits:
- PvdA (8 regidors)
- VVD (5 regidors)
- CDA (5 regidors)
- SP (5 regidors)
- GroenLinks (5 regidors)
- Rosmalens Belang (4 regidors)
- Bosch Belang (4 regidors)
- Leefbaar 's-Hertogenbosch en Rosmalen (2 regidors)
- Stadspartij Knillis (1 regidor)

El burgmestre és Ton Rombouts (CDA).

## Persones il·lustres
- Hieronymus Bosch, pintor del Renaixement
- Diederik Korteweg (1848-1941), matemàtic
- Frans de Waal, (1948) biòleg